# Музей Хельсинкского университета

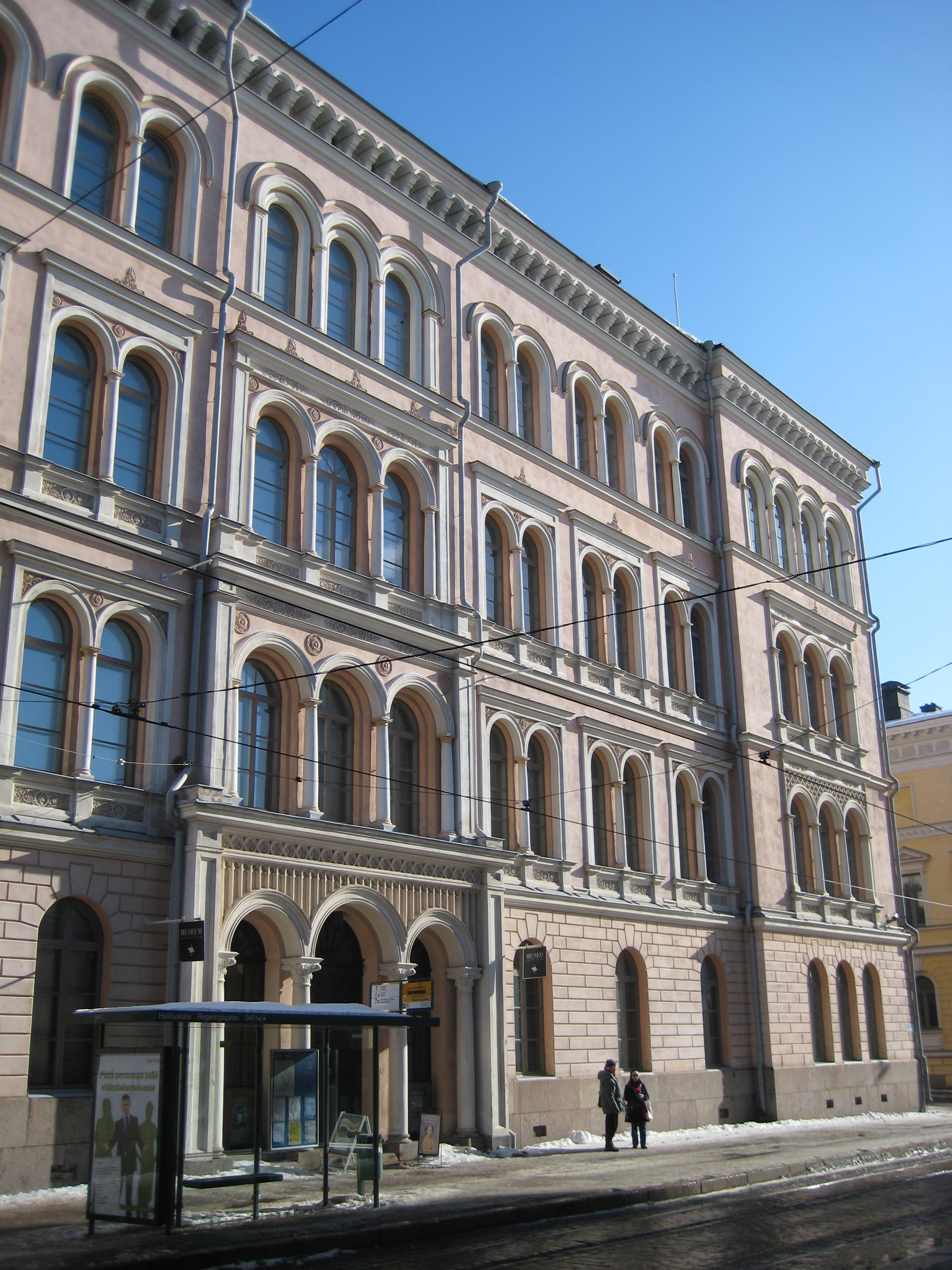
В период с 2003 по 2014 год по адресу Snellmaninkatu 3 находился университетский музей.

Музей Хельсинкского университета — это музей Хельсинкского университета.
До июня 2014 года музей располагался в здании под названием Арппеанум на Снельманнинкату у северо-восточного угла Сенатской площади . Новая основная экспозиция музея открылась в главном здании Хельсинкского университета в марте 2015 года.
Весной 2015 года на третьем этаже новой части главного корпуса университета (Fabianinkatu 33) открылась новая основная экспозиция музея «Сила мышления — история Хельсинкского университета» . На выставке представлены коллекции, связанные с историей университета, наукой и исследованиями с момента основания Королевской академии Або, с 1640 года до наших дней.
С 2003 по 2015 год музей располагался в бывшем здании химической лаборатории и музея в Арппеануме на углу Сенатской площади . В то время его основная экспозиция рассказывала про историю медицины, ветеринарии, стоматологии и ремёсел.
Обсерватория Хельсинкского университета, которая была преобразована в общественный центр на Тяхтиторнинвуори, также является частью университетского музея.
На выставках представлена лишь малая часть экспонатов Университетского музея. Помимо коллекций предметов, в музее также есть обширная коллекция фотографий с изображениями не только истории университета, но и медицины, ветеринарии и стоматологии.
В музее также хранится коллекция произведений искусства Хельсинкского университета. Коллекции произведений искусства включают произведения искусства, портреты, картины и скульптуры в университетских зданиях. Кроме того, при музее действует библиотека истории болезни, открытая для исследователей по договорённости.

## История
Музей Хельсинкского университета был основан в 2003 году путём объединения пяти музейных коллекций, функционирующих под эгидой университета. Самым крупным и наиболее заметным из них был Музей Хельсинкского университета, который был основан в 1978 году для хранения коллекций, связанных с историей университета. К другим относятся Музей истории медицины (основан в 1937 году), Музей стоматологии (основан в 1979 году), Музей ветеринарной истории (основан в 1973 году в частном порядке, передан в дар Колледжу ветеринарной медицины в 1992 году) и музейные коллекции ремесленных изделий университета.
Большая часть основной экспозиции музея основана на университетских исторических коллекциях, которые включают артефакты, связанные с администрацией университета, преподаванием и исследованиями. Среди наиболее ценных экспонатов — учредительный документ Королевской Академии Або от 1640 года и серебряные шарфы, использованные при открытии Академии; Это одни из немногих предметов, оставшихся в коллекциях Академии Турку после пожара в Турку 1827 года.
Бывшая постоянная экспозиция музея в Арппеануме включала отдельные залы медицины, стоматологии и ветеринарии, на которых, помимо университетских артефактов, также были представлены медицинское оборудование, собранное со всей страны. В Арппеануме также находится Минеральный кабинет, который официально принадлежит Центральному музею естественной истории . Кроме того, в музее проводятся сменные выставки, посвящённые, например, истории университетских знаменитостей или различным дисциплинам.
Университетский музей покинул здание Арппеанум в 2014 году.
Работа на Snellmaninkatu завершилась 1 июня 2014 года.
Новое помещение находится в главном корпусе вуза, где музей открыл свои двери 26 марта 2015 года. В связи с передачей коллекции Центрального музея естественной истории и Минерального кабинета были переданы Ботаническому саду Кумпула и Музею естественной истории .